# Пікша (Кезький район)
Пікша́ (рос. Пикша) — присілок в Кезькому районі Удмуртії, Росія.
Населення — 41 особа (2010; 58 в 2002).
Національний склад станом на 2002 рік:
- удмурти — 100 %

Урбаноніми:
- вулиці — Центральна
- провулки — Садовий